# Bracon crassiceps
Bracon crassiceps är en stekelart som beskrevs av Thomson 1892. Bracon crassiceps ingår i släktet Bracon och familjen bracksteklar. Arten är reproducerande i Sverige.

## Underarter
Arten delas in i följande underarter:
- B. c. glabrator
- B. c. marothensis